# Segundo Valdez
Mayor Segundo Valdez fue un maestro y militar mexicano que participó en la Revolución mexicana y que se caracterizó por apoyar las ideas de naturalismo, ateísmo y socialismo. Nació en la Villa de Teopisca, Chiapas, el 1 de junio de 1893. Pasó por la Escuela Normal Militar de Tuxtla Gutiérrez, cuyo personal docente era manifiesto enemigo del Partido Científico durante el Porfiriato. 
En 1911, dirigiendo una escuela mixta en Osumacinta, Chiapa de Corzo, Chiapas, ingresó a las filas de voluntarios para combatir a los chamulas a favor del Arzobispo Francisco Orozco y Jiménez en Acala, Copainalá, Chicoasén y Chiapilla. Terminada la campaña, regresó a la escuela de la sierra y luego pasó a la de Copainalá. En 1913 secundó a Luis Espinosa cuando éste se unió a la Revolución en contra de Victoriano Huerta. El Regimiento Álvaro Obregón, en el que figuraba como Capitán 2.o. pasó el 3 de abril de 1915 a Querétaro, fusionándose en el 21. Batallón de Sonora. 
Participó en la Batalla de Celaya y luego volvió a las armas en 1924 en la División Calles, asistiendo a la ocupación de Pánuco, en Veracruz. Participó a favor del gobierno durante la Guerra Cristera y en la Rebelión escobarista. En 1929 estuvo en la defensa de Mazatlán,  Sinaloa. 
Regresó a la vida privada luego de participar en la Sección de Prensa junto con Emilio Portes Gil y Pascual Ortiz Rubio, a quienes acusó de seguir un plan político-jesuístico que a su ver dañaba la causa de vanguardia.

## Libros
- Carranza contra Carranza
- Batalla de Trinidad y Toma de León
- Asedio y Defensa de Mazatlán
- El Radical más grande del Sureste
- Abajo las religiones
- Logística
- Táctica general
- El bandolero de la Huasteca Potosina: novela histórica, política y revolucionaria